# Copanatoyac
Copanatoyac, é um município do estado de Guerrero, no México. Até 1860, era parte do antigo município de Tlapa.